# Герден (Саксония-Анхальт)
Герден (нем. Gehrden) — община в Германии, районный центр, расположен в земле Саксония-Анхальт.
Входит в состав района Анхальт-Цербст. Подчиняется управлению Эльбе-Эле-Нуте. Население составляет 216 человек (на 31 декабря 2006 года). Занимает площадь 6,81 км².